# Přírůstkový seznam
Přírůstkový seznam je systém sloužící k evidenci Knihovního fondu. Může být veden v tištěné nebo elektronické podobě, ale vždy musí umožňovat kontrolu jednotlivých záznamů knih a zaručovat jejich nezaměnitelnost. Na jeho základě knihovna přiřazuje tzv. přírůstkové číslo všem nově získaným knihovním jednotkám a to v pořadí, v jakém byly do knihovny získány.  Jeho podoba vychází zejména ze dvou zákonných norem: Zákon o knihovnách a podmínkách provozování veřejných knihovnických a informačních služeb (knihovní zákon) a Vyhláška č. 88/2002 Sb. Na základě evidenčních záznamů je knihovna dle velikosti svého fondu povinná provádět revizi.
Knihovna může pro své účely vést přírůstkový seznam v podobě několika dílčích seznamů. V případě periodik se přírůstkové číslo přiřazuje až k ukončenému ročníku, nebo svazku. Nikoliv tedy jednotlivým číslům. Analogicky k přírůstkovému seznamu knihovna rovněž eviduje tzv. úbytkový seznam, tedy seznam vyřazených knihovních jednotek. 

## Podoba přírůstkového seznamu
Záznam v přírůstkovém seznamu obsahuje:
- datum zapsání
- přírůstkové číslo knihovního dokumentu
- způsob nabytí knihovního dokumentu
- označení autora, název, místo a rok vydání knihovního dokumentu, včetně případného omezení doby jeho platnosti nebo jiných údajů zaručujících nezaměnitelnost knihovního dokumentu.